# TNCモーニングコール
『TNCモーニングコール』（ティーエヌシー モーニングコール）は、1986年4月1日から1990年3月30日までテレビ西日本で平日朝に放送されていたニュース番組（『FNNモーニングコール』のテレビ西日本タイトル差し替え）。正式タイトルおよびタイトル表記は『TNC FNNモーニングコール』。

## 放送時間
いずれもJST。
- 月曜日 - 金曜日 6:30 - 7:25 （1986年4月1日 - 1988年3月31日）
- 月曜日 - 金曜日 6:30 - 7:40 （1988年4月1日 - 1989年3月31日）
- 月曜日 - 金曜日 6:30 - 7:00 （1989年4月3日 - 1990年3月30日） - 『トークシャワー』の放送開始に伴い、放送枠が40分縮小。

## ニュースキャスター
- 高本和子
- 石橋一与

## 備考
初期の番組テーマ曲「気分は、はじけるピーチ」は、キャスターの高本と石橋が歌っているものに差し替えられていたが、後に通常版に変更された。